# The Chronicles of Riddick: Assault on Dark Athena
The Chronicles of Riddick: Assault on Dark Athena ist ein Ego-Shooter, der die Vorgeschichte zu den Filmen Pitch Black – Planet der Finsternis und Riddick: Chroniken eines Kriegers mit Vin Diesel erzählt. Gleichzeitig ist es der Nachfolger von The Chronicles of Riddick: Escape from Butcher Bay, welches auch als Remake im Spiel enthalten ist.
Das von Vivendi Universal Games aufgegebene Nachfolgeprojekt wurde von Atari übernommen. Das Spiel war ursprünglich als Wiederauflage des ersten Teils konzipiert; Atari ließ vermelden, dass der Titel auch eigenständige Inhalte und einen Mehrspieler-Modus beinhalten würde. Der Titel erschien am 23. April 2009 für PC (Windows), Xbox 360 und PlayStation 3. Eine Mac-OS-X-Version folgte ein Jahr später, am 16. April 2010.
Das Spiel wurde vom Entwicklungsstudio Starbreeze Studios in Zusammenarbeit mit Vin Diesels selbstgegründeten Unterhaltungsunternehmen Tigon Studios entwickelt.

## Handlung
Der Spieler übernimmt wieder die Rolle des Schwerverbrechers Richard B. Riddick, der in den Kinofilmen von Vin Diesel dargestellt wird und im Videospiel auch von ihm gesprochen wird.
Das Spiel setzt die Handlung des Vorgängers Escape from Butcher Bay fort. Johns, der Riddick ins Butcher-Bay-Gefängnis gebracht hat, hilft ihm, dort zu entkommen. Sie entkommen mit einem Schiff, wo sie sich in einen kryogenischen Tiefschlaf legen. Das Schiff wird jedoch von der „Dark Athena“ unter der Führung von Captain Gail Revas (gesprochen von Michelle Forbes) aufgebracht. Riddick kann der Gefangennahme entkommen und muss gegen die Besatzung, die aus kybernetischen Soldaten besteht, kämpfen. Letztlich kann Riddick mit einer Fluchtkapsel fliehen, stürzt jedoch auf einem Planeten ab, wo auch Revas Leute das Sagen haben. Daher entschließt er sich, wieder auf die „Dark Athena“ zu gelangen, um Revas endgültig loszuwerden.
Zum Schluss tötet er Revas und flieht mit dem Kind Lynn, dessen Eltern von Revas zu Sklaven gemacht wurden, von der „Dark Athena“. Wahrscheinlich ist auch Johns dabei.

## Hintergrund
Vin Diesel beteiligte sich als ausführender Produzent selbst an der Entwicklung des Spieles. Außerdem lieh er der Hauptfigur seine markante Stimme, weshalb auch die deutsche Version nicht neu synchronisiert, sondern nur mit deutschen Untertiteln versehen wurde. Gleiches galt schon für den Vorgänger. Das Spiel beinhaltet des Weiteren eine technisch aufgewertete Version des Vorgängers Escape from Butcher Bay, die auf der Technik von Assault on Dark Athena basiert.

## Rezeption
Kritiker lobten die englischen Synchronsprecher, die Hintergrundgeschichte sowie die glaubwürdigen Figuren. Bemängelt wurde aber das eintönige Leveldesign sowie die kaum vorhandenen Unterschiede zum Vorgänger.